# بزمجه بیابانی
بزمجه بیابانی (نام علمی: varanus griseus) گونه‌ای بزمجه است که در تیره بزمجه‌ایان قرار دارد. این گونه خزنده یکی از گسترده‌ترین پراکنش‌ها را در بین همه سوسماران دارد و در بیشتر مناطق بیابانی آفریقای شمالی و آسیا، از مراکش تا قزاقستان و غرب چین دیده شده‌است.
سه زیرگونه از این بزمجه شناسایی شده‌اند:
- بزمجه خاکستری، V. g. griseus - این زیرگونه در شمال آفریقا و بخش‌های غربی آسیا زندگی می‌کند و نواحی غرب زاگرس (استان خوزستان و ایلام) و (کوه مرو واقع در استان زنجان شهرستان خدابنده روستای پیر گاو گل) شرقیترین قسمت پراکنش آن است.
- بزمجه خزر، V. g. caspius – این زیرگونه بومی شرق ایران است و بزرگترین گونه مارمولک در ایران است.
- بزمجه بیابانی هندی، V. g. koniecznyi

## مشخصات
دم در بزمجه خاکستری در تمام طول خود در برش عرضی گرد است. در بزمجه خزر اما نیمه پیشین دم در برش عرضی کمابیش گرد، در نیمه خلفی باریک و در برش عرضی از دو طرف فشرده و دارای یک تیغه مشخص در سطح فوقانی است. فلس‌های بر روی شکم در ۱۱۰ تا ۱۲۵ ردیف عرضی از یقه تا کشاله ران امتداد دارند.
پشت جانور دارای ۵ تا ۸ (معمولاً ۶) نوار عرضی باریک به همراه یک یا دو نوار عرضی پشت گردن است. در بزمجه خاکستری این نوارها خاکستری و دم تقریباً تا انتها با ۱۹ تا ۲۸ نوار عرضی تیره پوشانده شده‌است و در بزمجه خزر رنگ این نوارها قرمز قهوه‌ای است. دم آن نیز با ۱۳ تا ۱۹ نوار عرضی تیره پوشیده شده‌است.

## زیستگاه
نواحی بیابانی و نیمه بیابانی، زمین‌های ماسه‌ای با سطوح ناهموار، خاک‌های رسی، در دامنه کوه‌ها، تپه‌ها و دشت‌ها با پوشش گیاهی استپی شامل بوته‌ها، درخت‌ها و نیز اطراف زمین‌های کشاورزی و باغ‌ها زیستگاه این گونه است.

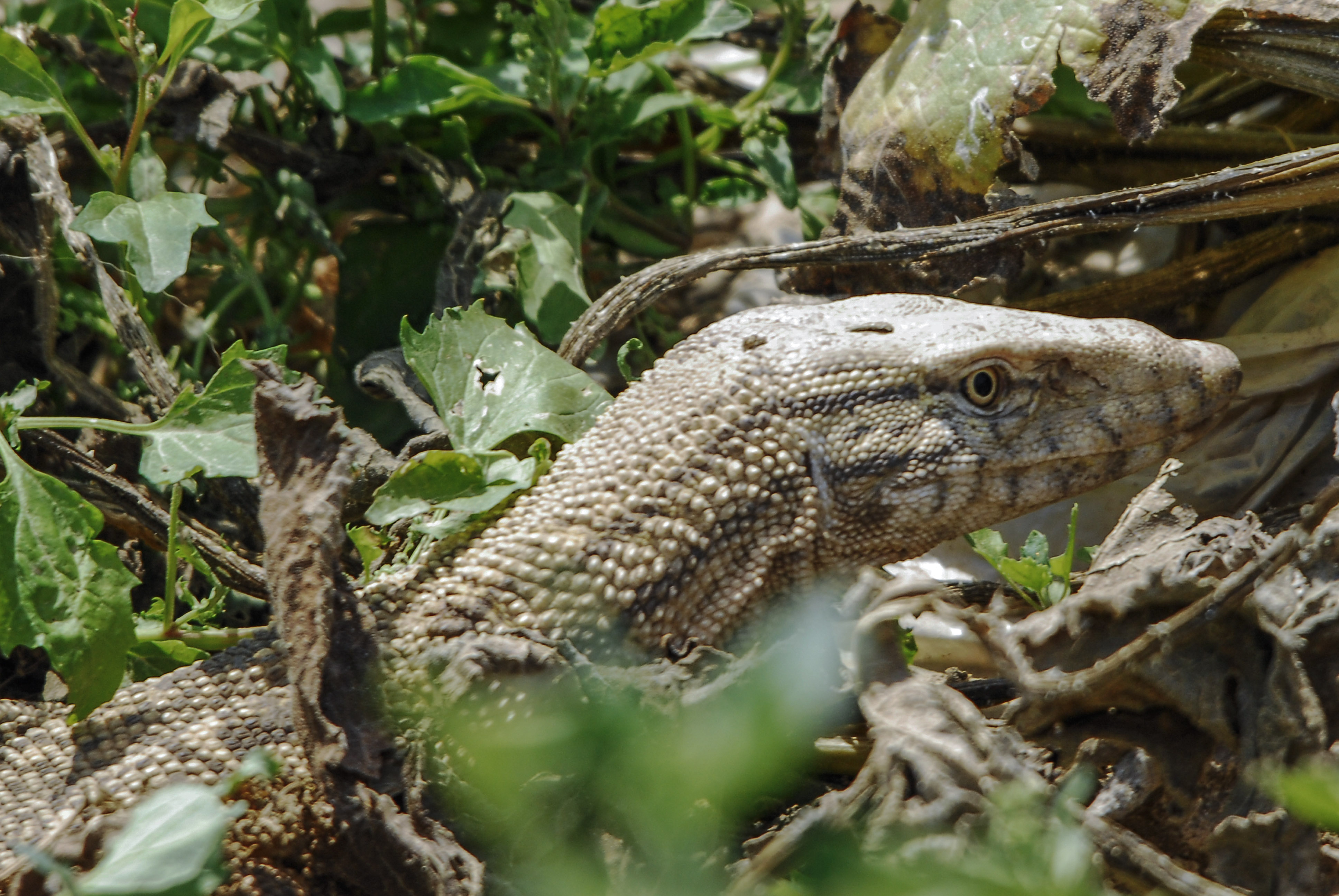
بزمجه خاکستری -مکان اندیمشک کوههای زاگرس V. g. griseus- North Andimeshk Zagros

## عادات و رفتار

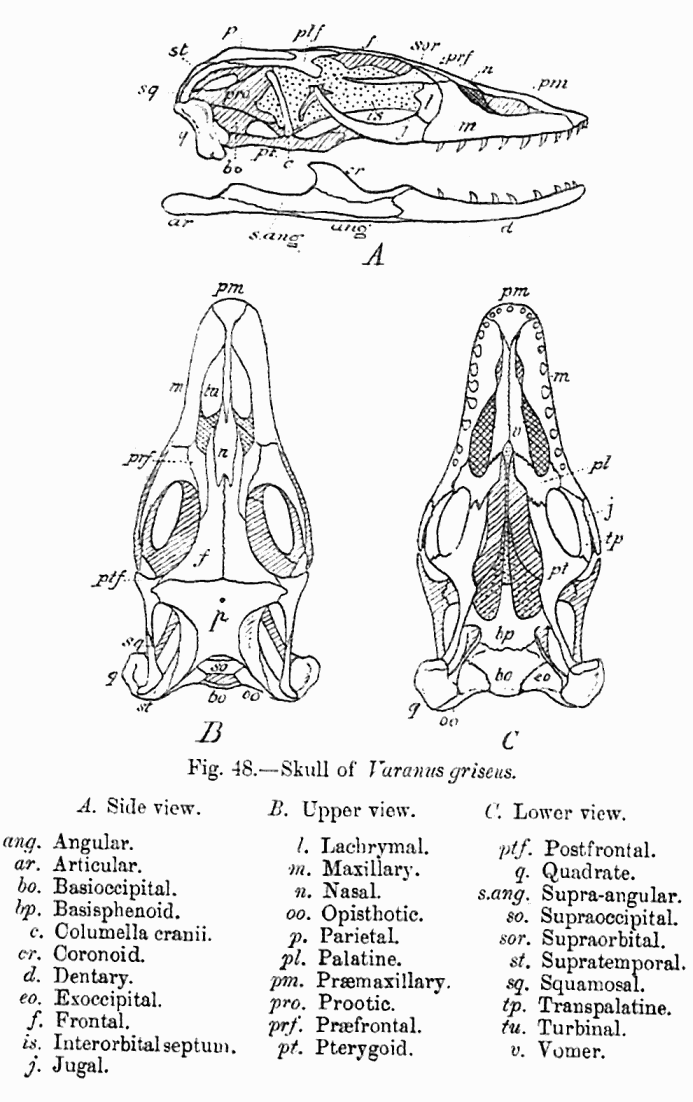
این تصویر، نمای جانبی، پشتی و جمجمه‌ی یک بزمجه‌ی بیابانی (Varanus griseus) را نشان می‌دهد و جزئیات آناتومیکی آن، از جمله چشم سوم، را برجسته می‌کند.

بزمجه‌های بیابانی در ساعات آغازین روز فعالیت می‌کنند. آن‌ها از لانه‌های زیرزمینی پستانداران و دیگر جانوران به عنوان پناهگاه بهره می‌گیرند یا آنکه خود لانه‌هایی به طول ۵۰۰ سانتیمتر و عمق ۵۰ تا ۱۲۰ سانتیمتر در زمین‌های ماسه‌ای یا رسی حفر می‌کنند.
این جانوران در مواقع خطر و مقابل دشمن پاهایشان را سیخ می‌کنند و بدن را بالا نگه می‌دارند؛ سپس بدن و زیر گلو را به‌طور متناوب باد کرده و فشرده می‌کنند و با بیرون آوردن زبان، صدای فیس فیسی تولید می‌کنند. آن‌ها همچنین با ضربات قوی و شلاق مانند دم به اطراف تلاش می‌کنند دشمن را دور نگاه دارند. بزمجه بیابانی خزندهٔ تقریباً بی‌آزاری‌ست و به انسان کاری ندارد، برای انسان خطری ندارد و با کوچکترین عکس‌العملی از سوی انسان فرار می‌کند اما اگر در شرایطی قرار بگیرد که محدود شود و مورد آزار قرار گیرد طبیعتاً عکس‌العمل نشان می‌دهد.
فصل جفتگیری بزمجه‌های بیابانی پس از خواب زمستانی و در ماه‌های فروردین تا خرداد است؛ در ماه‌های خرداد تا مرداد ماده‌ها ۱۰ تا ۲۵ تخم در حفره‌هایی که به عمق ۷۰ تا ۱۲۰ سانتیمتر حفر می‌کنند، می‌گذارند. این حفره‌ها اغلب در نزدیکی لانه بزمجه ماده هستند. ماده روی تخم‌ها را با مواد گیاهی و خاکروبه می‌پوشاند، و تا چند هفته تحت مراقبت قرار می‌دهد. تخم‌ها بسته به درجه حرارت محیط از ۱۳۰ تا ۲۲۰ روز پس از گذاشته شدن توسط بزمجه‌های جوان شکسته می‌شوند. این هنگام اغلب در اواخر شهریور تا اواخر آبان است. بزمجه‌های جوان در همان دالان‌های زیرزمینی تا بهار به صورت غیرفعال و خوابیده باقی می‌مانند و با آمدن فصل بهار و افزایش طعمه به بیرون از حفره می‌خزند. عمر بزمجه‌های بیابانی تا ۱۵ سال نیز گزارش شده‌است.

## تغذیه
غذای بزمجه‌های بیابانی را پستانداران کوچک، خزندگان، پرندگان، تخم پرندگان و خزندگان، عقربها، حشرات بزرگ، و وزغها تشکیل می‌دهند. آن‌ها گاه مردارخواری نیز می‌کنند و برای یافتن لاشه ممکن است تا چند صد متر از لانه‌شان دور شوند. از دیگر عادات تغذیه‌ای آن‌ها می‌توان به این اشاره کرد که برای شکار جانوران وارد هر حفره‌ای می‌شوند و حتی زمین را می‌کنند.